# USV Eschen/Mauren

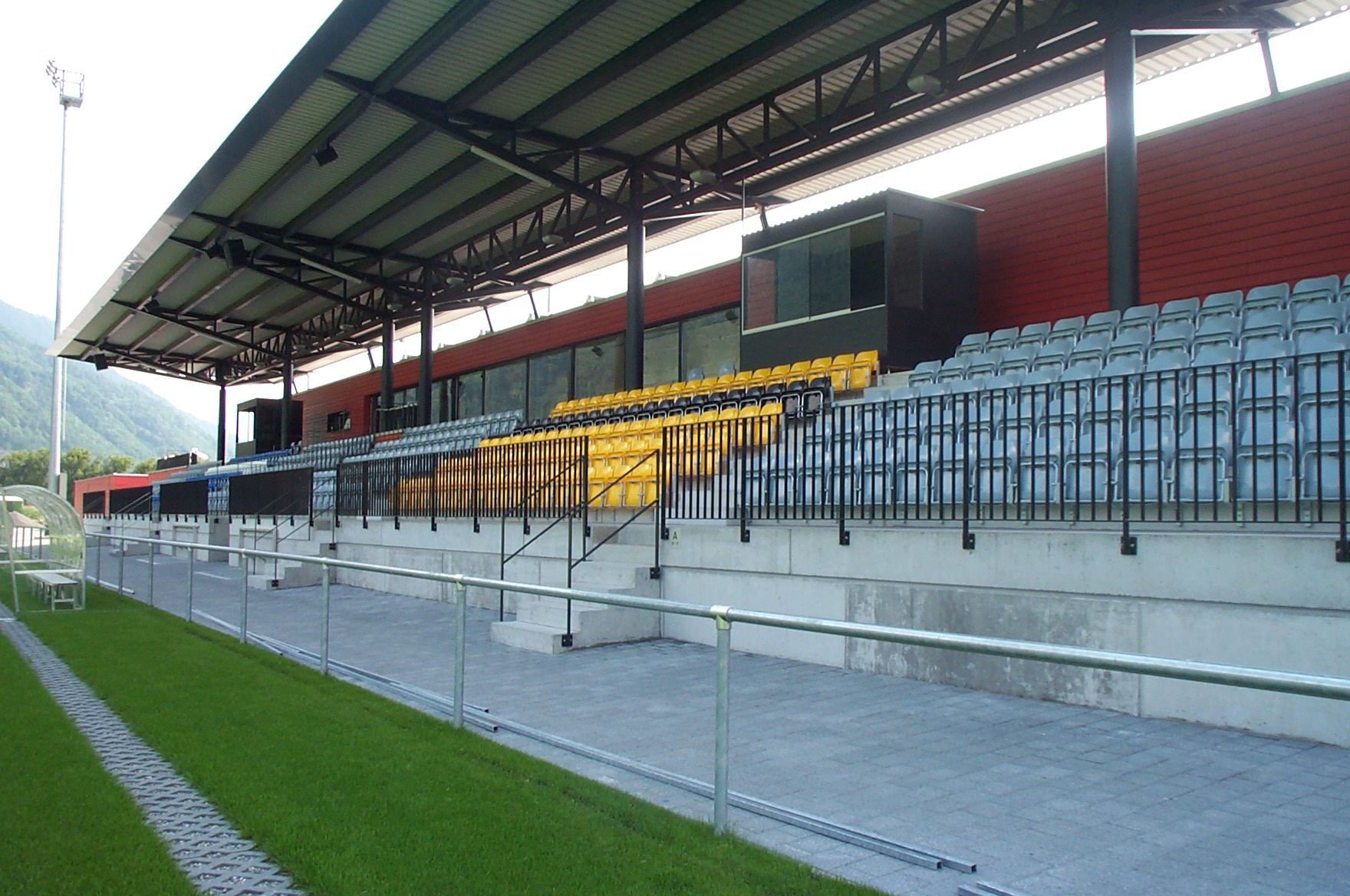
Hoofdtribune Sportpark Eschen/Mauren, 500 zitplaatsen

USV Eschen/Mauren is de voetbalvereniging van de gemeentes Eschen en Mauren in het vorstendom Liechtenstein.

## Geschiedenis
Voor de oprichting van USV Eschen/Mauren waren er al twee voetbalclubs in de beide gemeenten. De gemeente Mauren had de club FC Mauren, die van 1954 tot 1959 heeft bestaan. De gemeente Eschen had de club FC Eschen, die in 1960 was opgericht. In 1963 werd USV Eschen opgericht en weer twee jaar later (in 1965) nam het de huidige naam aan. Gelijk de zes andere Liechtensteinse clubs, speelt USV Eschen/Mauren in het Zwitserse competitiesysteem. In 1967 en 1969 promoveerde USV Eschen/Mauren vanuit de 4. Liga (toen zesde klasse, inmiddels de zevende klasse) naar de 3. Liga.
In 1975 verhuisde de club van sportpark Presta-platz naar het huidige Sportpark Eschen/Mauren. Meteen na de verhuizing naar dit nieuwe sportpark promoveerde de club (in 1976) naar de 2. Liga en wist voor de eerste keer de Liechtensteinse voetbalbeker te winnen, middels een 3-1-overwinning op FC Balzers. Dit bekersucces wisten ze in 1977 (4-2 zege op FC Vaduz) en 1978 (3-1 zege op FC Ruggell) te herhalen. In 1987 werd voor de vierde keer de beker gewonnen (1-0 zege op FC Vaduz). In deze periode namen de Liechtensteinse clubs nog niet deel aan de Europa Cup II, de reden dat Eschen/Mauren niet Europees voetbal speelde. In 2012 werd de beker voor de vijfde keer veroverd door FC Vaduz in de finale, na strafschoppen, te verslaan. Hierdoor speelt de club in het seizoen 2012/13 voor het eerst Europees voetbal en speelt Vaduz voor het eerst in jaren geen Europees voetbal.
Na 23 jaar ononderbroken in de 2. Liga gespeeld te hebben, wist USV Eschen/Mauren in 1999 promotie naar de 1. Liga af te dwingen. Dat was de vroegere derde klasse en het hoogste amateurniveau, maar men degradeerde al na één seizoen. USV Eschen/Mauren bleef wel actief in de hogere Zwitserse amateurreeksen. Vanaf begin 2018 werd de Nederlander Erik Regtop aangesteld als trainer van het standaardelftal.
Het tweede team van de USV Eschen/Mauren speelt in de 4. Liga, het derde in de 5. Liga van de regionale voetbalbond Ostschweizer Fussballverband (OFV). De club telt in totaal zestien elftallen: drie senioren en dertien juniorenteams. Daarnaast heeft de club in de omliggende gemeenten voetbalscholen met 280 junioren en 80 begeleiders.

## In Europa
#Q = #kwalificatieronde, T/U = Thuis/Uit, W = Wedstrijd, PUC = punten UEFA coëfficiënten .
Uitslagen vanuit gezichtspunt USV Eschen/Mauren
| Seizoen                                                    | Competitie    | Ronde | Land             | Club | Totaalscore | 1e W    | 2e W    | PUC |
| ---------------------------------------------------------- | ------------- | ----- | ---------------- | ---- | ----------- | ------- | ------- | --- |
| 2012/13                                                    | Europa League | 1Q    | Vlag van IJsland | FH   | 1-3         | 1-2 (U) | 0-1 (T) | 0.0 |
| Totaal aantal behaalde punten voor UEFA coëfficiënten: 0.0 |               |       |                  |      |             |         |         |     |